# Fouad Saad
Fouad El Saad (né le 3 avril 1941) est un homme politique libanais.

## Biographie
Diplômé en droit, sciences politiques, histoire et géographie, il est élu député maronite d’Aley en 1992. Il vote contre la reconduction du mandat du Président Elias Hraoui en 1995 et échoue à se faire réélire en 1996 face aux candidats soutenus par Walid Joumblatt.
Cependant, il se réconcilie avec le leader du Parti Socialiste Progressiste et est élu à nouveau député d’Aley en 2000. Membre de la Rencontre démocratique de Walid Joumblatt, il est nommé ministre d’État au Développement administratif en 2000 au sein du gouvernement de Rafiq Hariri, un poste qu’il occupera jusqu’en 2003.
En 2004, il est l’un des 29 députés qui s’opposent à la prorogation de Émile Lahoud à la présidence de la république et intègre le rassemblement du Bristol de l’Opposition anti-syrienne. Il est réélu en juin 2005 et en juin 2009 sur la liste des forces de l'Alliance du 14 Mars.
En janvier 2011, il refuse de suivre le nouveau choix de Joumblatt, qui s'est rapproché du Hezbollah et maintient son soutien à Saad Hariri et au 14 mars.